# Odontanthera
Odontanthera là chi thực vật có hoa trong họ Apocynaceae.